# Кто вернётся — долюбит
«Кто вернётся — долюбит» — советский художественный фильм 1966 года, снятый режиссёром и сценаристом Леонидом Осыкой на киностудии имени А. Довженко.
Премьерный показ состоялся 11 марта 1968 года. В фильме звучат стихи поэтов-фронтовиков (Владимира Булаенко, Семёна Гудзенко и др).

## Сюжет
Начало войны. 1941 год. Молодой солдат-поэт, пытаясь спасти раненного командира, сам получает ранение. Оказавшись в немецком тылу, он проходит долгий путь испытаний, прежде чем вступит в партизанский отряд.
Война показана в фильме не столько со стороны подвига и героизма, сколько как анализ изломов судьбы поэтической личности, как жестокость, корёжащая жизни и души людей.

## В ролях
- Борис Хмельницкий[2] — поэт-солдат
- А. Веременко — мать поэта-солдата
- Лилия Гурова — вдова Ярина
- Е. Димитриу — цыганка
- Антонина Лефтий — Тоня
- Владимир Волков — командир партизанского отряда
- Валерий Бессараб — партизан
- Борислав Брондуков — партизан
- Герман Качин — партизан
- Юрий Дубровин — солдат
- Алексей Сафонов — немецкий офицер
- Игорь Ясулович

## Производство
Изначально фильм должен был снимать режиссёр Василий Ильяшенко, автором сценария под названием «Проверьте свои часы» являлась Лина Костенко (совместно с Аркадием Добровольским). Ильяшенко в итоге не справился с материалом, а Костенко, после многочисленных вмешательств в сценарий и переписываний предпочла снять своё имя с титров.

## Критика
Писатель Владимир Бушин в журнале «Советский воин» назвал фильм «холодно-претенциозным», с отсутствием глубокой мысли. По его мнению, «Кто вернётся — долюбит» входит в ряд неудачных советских картин о войне, которые «ничего не помогают осмыслить и ничего не закрепляют ни в чьём сознании». В то же время высокого мнения о фильме остался Сергей Параджанов. По одной из версий, после просмотра он написал на стене своей кухни: «Осыка — гениальный режиссёр!».